# Práxedis W. Caballero
Cor. Práxedis W. Caballero fue un militar mexicano que participó en la Revolución mexicana. Nació en Mier, Tamaulipas, en 1885. Fue ferrocarrilero durante su juventud, adhiriéndose a los movimientos antirreeleccionista, maderista y constitucionalista. Fue nombrado Capitán segundo en 1913, y llegó a coronel en 1915, con el general Maclovio Herrera. Participó en la Rebelión delahuertista en 1923, después fue partidario de Francisco Serrano en 1927 y luego miembro de la Confederación de Partidos Revolucionarios Independientes en 1934.